# Пічки-лавочки
«Пічки-лавочки» (рос. «Печки-лавочки») — радянський художній фільм Василя Шукшина, знятий на кіностудії ім. М. Горького у 1972 році.

## Сюжет
З глухого села, що на алтайській річці, їдуть на курорт по одній путівці чоловік з дружиною. Село, побут, люди, пісні, застілля, збори зняті практично в документальній манері, а сама подорож до Москви насичена анекдотично смішними ситуаціями, але в той же час такими, що викликають симпатію, співчуття і навіть легкий смуток, ситуаціями, побаченими людиною з села, яка стала письменником, актором і режисером. У поїзді відбулося знайомство і з чарівним злодієм, і з ученим-лінгвістом, який запросив їх зупинитися у нього в Москві. Зрештою подружжя потрапляє і до моря.

## У ролях
| Актор                   | Роль                                                     |
| ----------------------- | -------------------------------------------------------- |
| Василь Шукшин           | Іван Сергійович Расторгуєв                               |
| Лідія Федосеєва-Шукшина | Нюра Расторгуєва                                         |
| Всеволод Санаєв         | Степанов Сергій Федорович професор-мовознавець з Москви  |
| Георгій Бурков          | «Віктор Олександрович» злодій                            |
| Зіновій Гердт           | друг професора                                           |
| Іван Рижов              | провідник поїзда                                         |
| Станіслав Любшин        | син професора                                            |
| Вадим Захарченко        | сусід по купе                                            |
| Єлизавета Уварова       | дружина професора                                        |
| Любов Мишева            | Люда невістка професора                                  |
| Любов Соколова          | провідниця потяга                                        |
| Віктор Філіппов         | сержант міліції                                          |
| Олексій Локтєв          | слідчий прокуратури                                      |
| Юрій Філімонов          | головний лікар санаторію                                 |
| Валентина Куценко       | Ірина Георгіївна пацієнтка санаторію                     |
| Леонід Єнгибаров        | клоун, гість у професора                                 |
| Борис Марков            | плотогін Боря                                            |
| Вадим Спиридонов        | Васька Чулков односельчанин Расторгуєва, чоловік Ксенії  |
| Людмила Зайцева         | Людмила сестра Івана Расторгуєва                         |
| Світлана Скрипкіна      | мати Нюри                                                |
| Ксенія Мініна           | Ксенія односельчанка Расторгуєва, дружина Васьки Чулкова |
| Анатолій Горбенко       | односельчанин Расторгуєва                                |
| Олена Санаєва           | Лєночка Степанова попутниця                              |
| Пантелеймон Кримов      | Лев Казимирович односельчанин Расторгуєва                |
| Леонід Юхін             | односельчанин Расторгуєва                                |
| Микита Астахов          | односельчанин Расторгуєва                                |
| Наталія Гвоздікова      | Наташа студентка                                         |
| Федір Єршов-Тилилицький | балалаєчник                                              |
| Анатолій Іванов         | виконавець пісні «Болваночка»                            |
| Марія Шукшина           | дочка Расторгуєва (немає в титрах)                       |
| Ольга Шукшина           | дочка Расторгуєва (немає в титрах)                       |
| Анатолій Заболоцький    | односельчанин Расторгуєва (немає в титрах)               |

## Знімальна група
- Автор сценарію та режисер-постановник:  Василь Шукшин
- Оператор-постановник:  Анатолій Заболоцький
- Художник-постановник:  Петро Пашкевич
- Композитор: Павло Чекалов